# Stella splendens

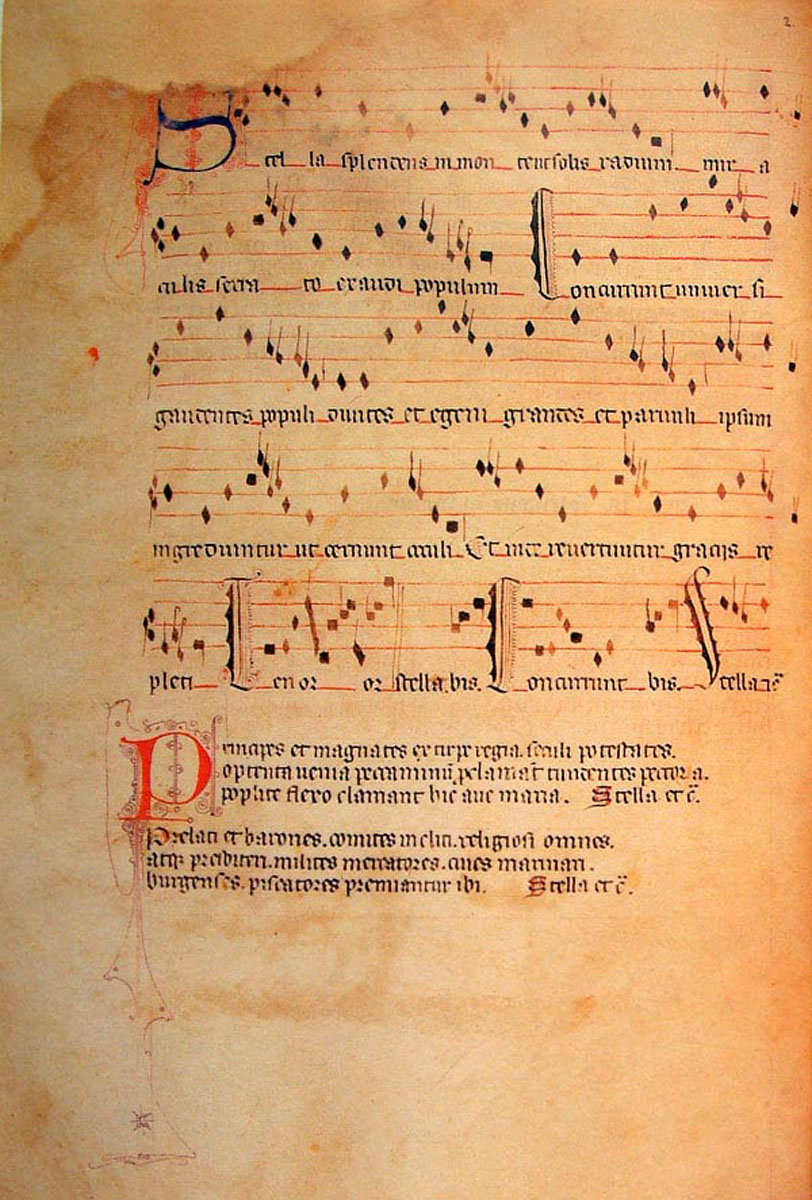
"Stella splendens" en el folio 22r del Llibre Vermell.

Stella splendens (Estrella resplandeciente) es una canción polifónica medieval. Se encuentra recogida en el folio 22v del Llibre Vermell de Montserrat, uno de los manuscritos medievales más antiguos conservados que contienen música de la época.

## Descripción

### Estructura y análisis
La pieza presenta la forma de un virelay, que es una danza circular medieval escrita para dos voces en latín. En el manuscrito figura como una "cantilena omni dulcedine plena", es decir, una "canción llena de toda clase de dulzura". Está escrito en estilo Ars nova, cuya forma cuenta como precedente en Cataluña con dos obras recogidas en un manuscrito de Ripoll, el virelay mariano a una sola voz Salve, virgo regia y el conductus a dos voces Cedit frigus hiemale; y en Castilla con la mayoría de las Cantigas de Santa María.
La estructura es similar a la de las cantigas pero el último verso de cada estrofa no vuelve a la rima del estribillo, sino que queda libre. Cada verso se divide en dos partes, de siete sílabas cada una, o bien la segunda parte de seis sílabas siendo la última sílaba aguda. La pieza sigue este esquema:
| Secciones        | Estribillo | Estrofa 1 | Estrofa 1 | Estribillo | Estrofa 2 | Estribillo... |
| ---------------- | ---------- | --------- | --------- | ---------- | --------- | ------------- |
| Versos y rima    | A A        | b b       | b c       | A A        | idem      | idem          |
| Frases musicales | 1< —       | — —       | — —       | 1< —       |           |               |

### Notación
La notación empleada para copiar esta obra en el manuscrito es la notación mensural típica que especifica un compás concreto, al igual que el resto de piezas. La excepción es O Virgo splendens que está copiada en la notación cuadrada típica del gregoriano, que era la única adecuada para expresar el ritmo libre que requiere la música de este canon.
El copista del Llibre Vermell conoce bien la teoría de la notación introducida por Philippe de Vitry. La unidad de compás es la brevis y también emplea las figuras de la semibrevis, la minima y la semiminima. La notación de Montserrat es siempre negra y rellena, salvo en dos piezas que presentan el intercambio de notas rellenas en negro y otras en rojo o encarnadas. Estas dos piezas son Mariam matrem e Imperayritz de la ciutat joyosa, que son las de mayor valor artístico del conjunto. El hecho de plasmar la indicación de compás al inicio de cada pieza era una costumbre adoptada sobre todo en Francia y una práctica común desde la primera mitad del siglo XIV, pero no aparece en la notación montserratina.

## Letra
Esta es la letra original en latín de la canción junto con su traducción al español.

Sequitur alia cantilena ad trepudium rotundum:

Stella splendens in monte ut solis radium

miraculis serrato exaudi populum.

Concurrunt universi gaudentes populi

divites et egeni grandes et parvuli

ipsum ingrediuntur ut cernunt oculi

et inde revertuntur gracijis repleti.

Principes et magnates extirpe regia

saeculi potestates obtenta venia

peccaminum proclamant tundentes pectora

poplite flexo clamant hic: Ave Maria.

Prelati et barones comites incliti

religiosi omnes atque presbyteri

milites mercatores cives marinari

burgenses piscatores praemiantur ibi.

Rustici aratores nec non notarii

advocati scultores cuncti ligni

fabri sartores et sutores nec non lanifici

artifices et omnes gratulantur ibi.

Reginae comitissae illustres dominae

potentes et ancillae juvenes parvulae

virgines et antiquae pariter viduae

conscendunt et hunc montem et religiosae.

Coetus hic aggregantur hic ut exhibeant

vota regratiantur ut ipsa et reddant

aulam istam ditantes hoc cuncti videant

jocalibus ornantes soluti redeant.

Cuncti ergo precantes sexus utriusque

mentes nostras mundantes oremus devote

virginem gloriosam matrem clementiae

in coelis gratiosam sentiamus vere.
Sigue otra canción para danza circular:

Estrella radiante que brillas como un rayo de sol

en este monte sagrado de milagros, oye a tu pueblo

Todos los pueblos acuden alegres hasta aquí,

ricos y pobres, grandes y pequeños,

aquí suben a la vista de todos

y de aquí regresan llenos de favores.

Príncipes y magnates de estirpe regia,

poderosos del mundo, obtenido su perdón,

proclaman su pecado con golpes en el pecho

y de rodillas gritan aquí: Ave María.

Prelados y barones, condes ilustres,

religiosos de toda clase y sacerdotes,

soldados, mercaderes, comerciantes, marineros,

burgueses, pescadores aquí son recompensados.

Campesinos, labradores, también notarios,

abogados, escultores, los que trabajan la madera,

sastres y zapateros, como los tejedores,

y artesanos de todo género, aquí dan las gracias.

Reinas, condesas, ilustres damas,

poderosas y criadas, jóvenes, niñas,

vírgenes y ancianas, también las viudas

y las religiosas suben a este monte.

Todos se reúnen aquí para presentar sus ofrendas,

y se retiran cuando se las entregan,

todos se enriquecen al ver esto

y felizmente honrados, regresan libres.

Así pues, todos los que pedimos de ambos sexos

los que hemos purificado nuestras mentes oremos con devoción

a la Virgen gloriosa, madre de clemencia

y sintamos de verdad su gracia celestial.

## Discografía selecta
- 1978 – Llibre Vermell de Montserrat, siglo XIV. Hesperion XX, Jordi Savall (EMI Reflexe 45 641).
- 1992 – Llibre Vermell, pilgrim songs & dances. New London Consort, Philip Pickett (L'Oiseau-lyre 433 186)
- 1993 – Llibre Vermell. Ensemble Anonymus, Claude Bernatchez (Analekta 28001)
- 1994 – Llibre Vermell de Montserrat, cantigas de Santa Maria. Alla Francesca
- 1998 – Secular music c.1300. Studio der frühen Musik, Thomas Binkley (Teldec 3984-21709-2)
- 1998 – The Black Madonna: Pilgrim Songs from the Monastery of Montserrat (1400-1420). Ensemble Unicorn, Michael Posch (Naxos 8.554256)
- 2001 – Llibre Vermell de Montserrat. Ensemble Micrologus (Discant 1008)
- 2002 – Llibre Vermell. Capella de Ministrers, Carles Magraner (Licanus CDM 0201)
- 2007 – Llibre Vermell. Millenarium et al., Christophe Deslignes (Ricercar 260)
- 2008 – Llibre Vermell. Choeur de Chambre de Namur.

### Versiones
Además de la selección de grabaciones del Llibre Vermell citadas, se han llevado a cabo versiones tanto por parte de intérpretes clásicos así como músicos pertenecientes a otros géneros musicales. Así pues, la pieza ha sido interpretada y/o grabada, entre otros, por los siguientes grupos musicales:  
- 1991 – Ave maris stella. Estampie
- 1994 – Canto antiguo español. Capilla Musical, Escolanía de la Sta Cruz del Valle de los Caídos & Atrium Musicae de Madrid. Luis Lozano & Gregorio Paniagua.
- 1994 – 20 Anys Elèctrica Dharma. Companyia Elèctrica Dharma & Grallers De L'Acord.
- 1994 – Ad cantica. Schola Gregoriana Mediolanensis.
- 1995 – Tritonus. Corvus Corax.
- 1995 – "Stella splendens" (ballata) en el álbum In festa del Ensemble Micrologus.
- 1997 – Stella splendens. Adaro.
- 1997 – Canti e briganti. Novalia.
- 1998 – Weckt die Toten! In Extremo.
- 2000 – Cantus Paganus. Corona Borealis.
- 2001 – Scalerica d'oro. Psalteria.
- 2003 – The Shape of Medieval Music to Come. Vox Vulgaris.
- 2003 – Marktmusik des Mittelalters, Die Erste. Saltatio Mortis.
- 2003 – Lux Obscura: Un Projet Electro-Medieval. Hughes de Courson.
- 2004 – Mariage en noir. Cornix Maledictum.
- 2004 – The celts on the organ. Barco Brena.
- 2004 – Illuminate. Qntal.
- 2005 – Fairy World II Prikosnovénie. Irfan.
- 2006 – La máquina de Dios. Lamia.
- 2007 – Aderlass vol.5. Arcana Obscura.
- 2008 – Kronomakia. Daniele Sepe.
- 2008 – "Locked Within the Crystal Ball" en el álbum Secret Voyage de Blackmore's Night.
- 2013 – Sacred Music From Medieval Spain, Catedral de Elna[9]
- 2017 – Cant de la Sibil·la, Catedral de València[10]